# Collegio elettorale di Gela (Senato della Repubblica)
Il collegio di Gela fu un collegio elettorale uninominale della Repubblica Italiana per l'elezione del Senato della Repubblica. Apparteneva alla circoscrizione Sicilia e fu utilizzato per eleggere un senatore nella XII, XIII e XIV legislatura.
Venne istituito nel 1993 con la cosiddetta Legge Mattarella (Legge n. 276, Norme per l'elezione del Senato della Repubblica), attuata in seguito al referendum abrogativo del 1993. La legge istituì per la Camera dei deputati e per il Senato della Repubblica un sistema di elezione misto, in parte maggioritario e in parte proporzionale. Il 75% dei parlamentari dell'assemblea veniva eletto in collegi uninominali tramite sistema maggioritario a turno unico; il restante 25% al Senato veniva eletto tramite recupero proporzionale dei più votati non eletti attraverso un meccanismo di calcolo denominato "scorporo", cioè sottraendo dal conteggio dei voti totali di una lista nella parte proporzionale i voti ottenuti dai candidati collegati alla medesima lista che erano eletti nei collegi uninominali con il sistema maggioritario.
Il collegio venne abolito insieme a tutti gli altri che costituivano il Senato con la promulgazione della legge elettorale successiva, la cosiddetta Legge Calderoli. Questa prevedeva un sistema proporzionale con premio di maggioranza, che al Senato veniva attribuito a livello regionale.

## Territorio
Il collegio di Gela era uno dei 20 collegi uninominali in cui era suddivisa la Sicilia e, come previsto dal D.Lgs. del 20 dicembre 1993 n. 535, era interamente compreso nella provincia di Caltanissetta e comprendeva i seguenti comuni: Acquaviva Platani, Bompensiere, Butera, Caltanissetta, Campofranco, Delia, Gela, Marianopoli, Mazzarino, Milena, Montedoro, Mussomeli, Riesi, San Cataldo, Santa Caterina Villarmosa, Serradifalco, Sommatino, Sutera, Vallelunga Pratameno e Villalba. 

## Eletti
| Elezione | Elezione | Senatore              | Partito                    |
| -------- | -------- | --------------------- | -------------------------- |
|          | 1994     | Gioacchino Pellitteri | Polo del Buon Governo (FI) |
|          | 1996     | Antonio Montagnino    | L'Ulivo (PPI)              |
|          | 2001     | Liborio Ognibene      | Casa delle Libertà (FI)    |

## Dati elettorali

### XII legislatura
|                               | Gioacchino Pellitteri ✔️ Eletto | Polo del Buon Governo            | 41 260  | 34,77 |  |  |  |  |  |
|                               | Salvatore Crocetta              | Progressisti                     | 39 964  | 33,67 |  |  |  |  |  |
|                               | Vito Ferrara                    | Patto per l'Italia               | 13 624  | 11,48 |  |  |  |  |  |
|                               | Raimondo Luigi Bruno Maira      | Solidarietà Occupazione Sviluppo | 13 266  | 11,18 |  |  |  |  |  |
|                               | Elia Gueli                      | Partito Socialista Italiano      | 6 849   | 5,77  |  |  |  |  |  |
|                               | Giuseppe Trovato                | Mediterraneo                     | 2 548   | 2,15  |  |  |  |  |  |
|                               | Salvatore Presti                | Vespri Siciliani                 | 1 166   | 0,98  |  |  |  |  |  |
| Totale                        | Totale                          | Totale                           | 118 677 | 100   |  |  |  |  |  |
|                               |                                 |                                  |         |       |  |  |  |  |  |
| Voti non validi               | Voti non validi                 | Voti non validi                  | 18 326  | 13,38 |  |  |  |  |  |
| Votanti                       | Votanti                         | Votanti                          | 137 003 | 66,91 |  |  |  |  |  |
| Elettori                      | Elettori                        | Elettori                         | 204 762 |       |  |  |  |  |  |
|                               |                                 |                                  |         |       |  |  |  |  |  |
| Data: 27-28 marzo 1994        |                                 |                                  |         |       |  |  |  |  |  |
| Fonte: Ministero dell'interno |                                 |                                  |         |       |  |  |  |  |  |

### XIII legislatura
|                               | Antonio Michele Montagnino ✔️ Eletto | L'Ulivo                                  | 51 680  | 45,27 |  |  |  |  |  |
|                               | Alberto Rosario Alessi               | Polo per le Libertà                      | 38 575  | 33,79 |  |  |  |  |  |
|                               | Filippo Butera                       | Lista Pannella-Sgarbi                    | 14 939  | 13,09 |  |  |  |  |  |
|                               | Giuseppe Mirisola                    | Movimento Sociale Fiamma Tricolore       | 4 267   | 3,74  |  |  |  |  |  |
|                               | Carmelo Santagati                    | Noi Siciliani-Fronte Nazionale Siciliano | 2 386   | 2,09  |  |  |  |  |  |
|                               | Giovanni Cembalo                     | Rinnovamento                             | 2 311   | 2,02  |  |  |  |  |  |
| Totale                        | Totale                               | Totale                                   | 114 158 | 100   |  |  |  |  |  |
|                               |                                      |                                          |         |       |  |  |  |  |  |
| Voti non validi               | Voti non validi                      | Voti non validi                          | 16 431  | 12,58 |  |  |  |  |  |
| Votanti                       | Votanti                              | Votanti                                  | 130 589 | 61,17 |  |  |  |  |  |
| Elettori                      | Elettori                             | Elettori                                 | 213 473 |       |  |  |  |  |  |
|                               |                                      |                                          |         |       |  |  |  |  |  |
| Data: 21 aprile 1996          |                                      |                                          |         |       |  |  |  |  |  |
| Fonte: Ministero dell'interno |                                      |                                          |         |       |  |  |  |  |  |

### XIV legislatura
|                               | Liborio Ognibene ✔️ Eletto           | Casa delle Libertà                   | 53 668  | 42,73 |  |  |  |  |  |
|                               | Antonio Michele Montagnino ✔️ Eletto | L'Ulivo                              | 43 765  | 34,84 |  |  |  |  |  |
|                               | Antonio Francesco Angelo Gagliano    | Democrazia Europea                   | 15 862  | 12,63 |  |  |  |  |  |
|                               | Angelo Marotta                       | Partito della Rifondazione Comunista | 5 605   | 4,46  |  |  |  |  |  |
|                               | Emanuele Gaetano Antonio Cultraro    | Lista Di Pietro                      | 3 060   | 2,44  |  |  |  |  |  |
|                               | Giuseppe Mirisola                    | Fronte Nazionale                     | 1 845   | 1,47  |  |  |  |  |  |
|                               | Giancarlo Giuseppe Ciulla            | Lista Pannella-Bonino                | 1 165   | 0,93  |  |  |  |  |  |
|                               | Giorgio Sortino                      | Noi Siciliani                        | 631     | 0,50  |  |  |  |  |  |
| Totale                        | Totale                               | Totale                               | 125 601 | 100   |  |  |  |  |  |
|                               |                                      |                                      |         |       |  |  |  |  |  |
| Voti non validi               | Voti non validi                      | Voti non validi                      | 11 049  | 8,09  |  |  |  |  |  |
| Votanti                       | Votanti                              | Votanti                              | 136 650 | 62,01 |  |  |  |  |  |
| Elettori                      | Elettori                             | Elettori                             | 220 368 |       |  |  |  |  |  |
|                               |                                      |                                      |         |       |  |  |  |  |  |
| Data: 13 maggio 2001          |                                      |                                      |         |       |  |  |  |  |  |
| Fonte: Ministero dell'interno |                                      |                                      |         |       |  |  |  |  |  |